# Ulf Nyberg
Ulf Nyberg (Malmö, 31 marzo 1977) è un bassista, cantante e attore svedese, ex-componente del gruppo hardcore punk di Umeå Refused e vincitore di un Golden Smokie Award al Fairport Film Festival per il film horror Hemligheten.

## Biografia
Nyberg inizia all'età di sei anni a prendere lezioni di danza e lezioni di musica da adolescente. Durante i suoi studi teatrali presso l'Università di Umeå, fece un'audizione come bassista per il gruppo hardcore punk Refused, coi quali nel 1998 affronta un tour mondiale.
Dalla fine degli anni novanta, Ulf Nyberg focalizzata principalmente la propria attenzione sulla carriera di attore, frequentando la scuola di teatro The Neighborhood Playhouse School of the Theatre a New York. Dopo aver preso parte a diversi lungo- e cortometraggi, nel 2002 è protagonista del video dei The Rolling Stones Don't Stop. Per il ruolo di Roland nel film Hemligheten, è stato premiato nel 2004 con un Golden Smokie Award al Festival di Fairport, Arbroath, in Scozia nella categoria Miglior Attore.

## Filmografia
- 2004 - 6 Points
- 2005 - Hemligheten

## Gruppi musicali
- 1997-1998 - Refused (basso)
- 2000-2002 - Pharadox (basso)
- 2004-2005 - The Kind That Kills (basso)
- 2004-2006 - Alexis At Last (basso, voce)

## Video musicali
- 2002 - The Rolling Stones - Don't Stop